# Edmund Hess

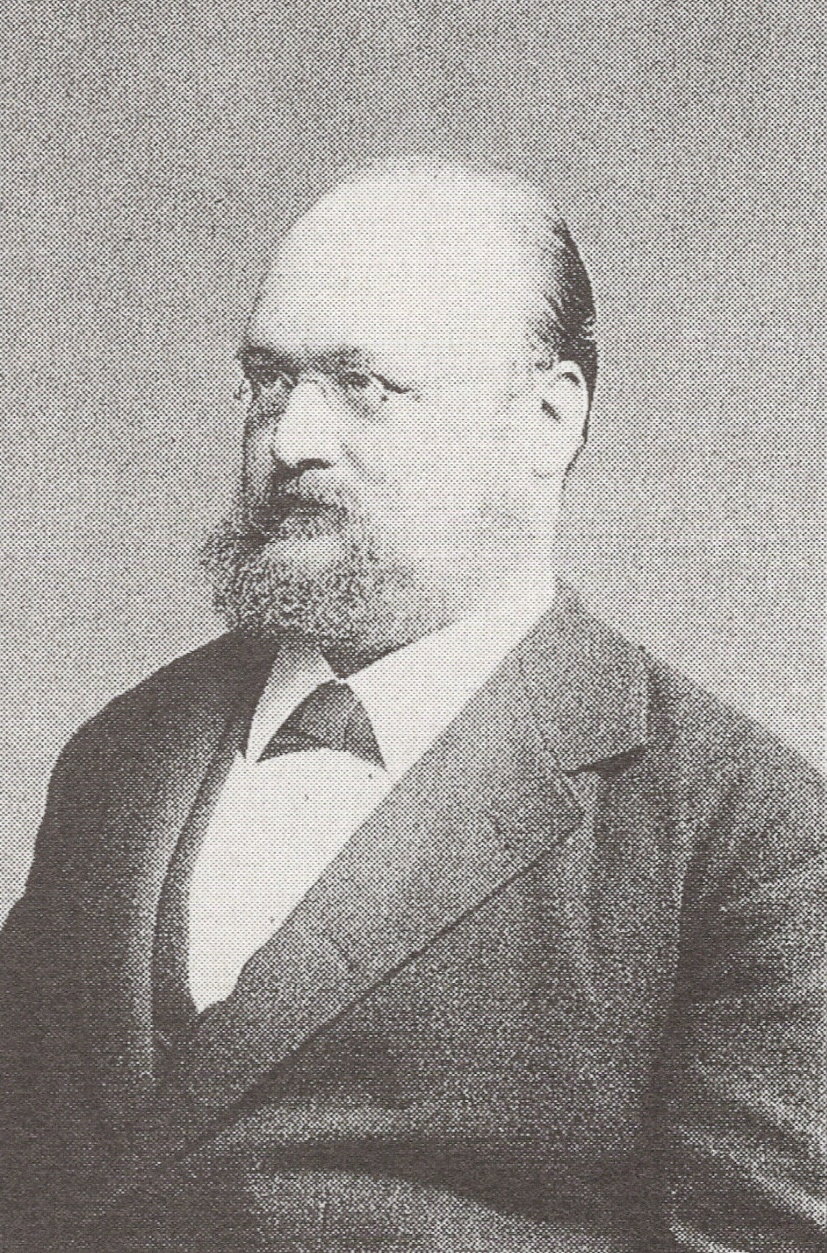
Edmund Hess

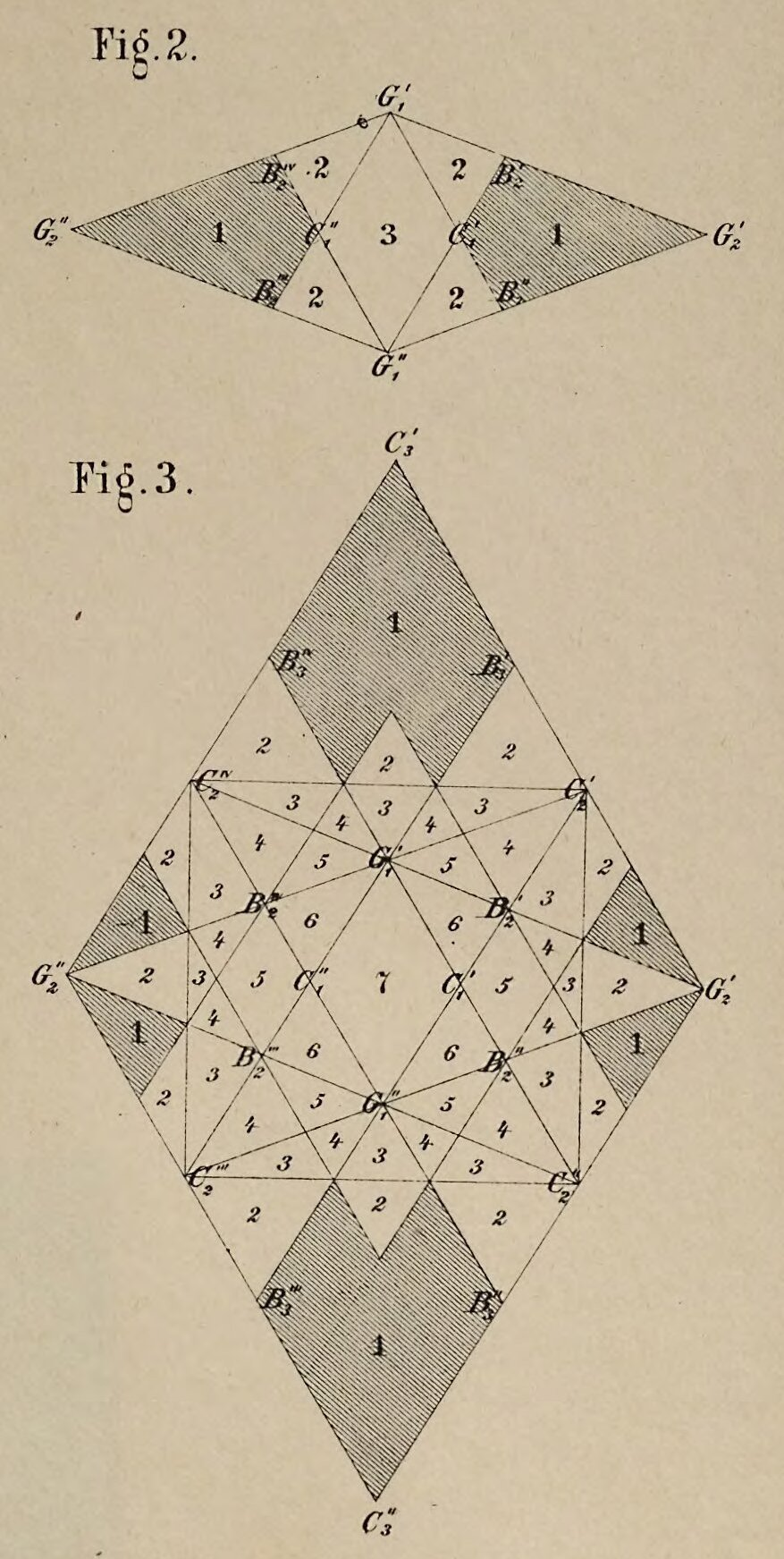
Illustrationen nicht-konvexer Varianten des Rhombentriakontaeders (1878)

Adolf Edmund Hess (* 17. Februar 1843 in Marburg; † 24. Dezember 1903 ebenda) war ein deutscher Mathematiker, der sich mit Polytopen befasste.

## Leben
Als Sohn des Apothekers Christian Hess machte Hess 1860 in Marburg das Abitur. Als Student an der Philipps-Universität Marburg wurde er im Corps Teutonia Marburg aktiv. Als Inaktiver wechselte er an die Ruprecht-Karls-Universität Heidelberg. 1864 wurde er in Marburg zum Dr. phil. promoviert. Als Assistent am Physikalischen Institut  habilitierte er sich zwei Jahre später. 1879 wurde er zum a.o. Professor, 1892 zum o. Professor ernannt.
Er veröffentlichte eine Reihe von Arbeiten über regelmäßige Polytope und entdeckte einige neue. Er listete die 10 regelmäßigen Sternkörper auf. Neue darunter waren unter anderem die Durchdringung von zehn Tetraedern, Durchdringung von fünf Tetraedern, Durchdringung von fünf Würfeln, Durchdringung von fünf Oktaedern. Er gab die Krystallometrie von Johann Friedrich Christian Hessel 1897 für Ostwalds Klassiker der exakten Wissenschaften heraus.
Verheiratet war er seit 1875 mit Luise geb. Wagner aus Marburg. Mit ihr hatte er zwei Kinder.

## Ehrungen
- Ehrenmitglied des Corps Teutonia Marburg (20. Juni 1873)[5]
- Wahl in die Deutsche Akademie der Naturforscher Leopoldina (1888)

## Schriften
- Über die zugleich gleicheckigen und gleichflächigen Polyeder. In: Sitzungsberichte der Gesellschaft zur Beförderung der gesamten Naturwissenschaften zu Marburg (1876).
- Über einige merkwürdige, nicht convexe Polyeder. In: Sitzungsberichte der Gesellschaft zur Beförderung der gesamten Naturwissenschaften zu Marburg (1877), S. 1–13.
- Über vier Archimedeische Polyeder höherer Art. Kassel 1878.
- Combinationsgestalten höherer Art. In: Sitzungsberichte der Gesellschaft zur Beförderung der gesammten Naturwissenschaften zu Marburg (1879), Nr. 9, S. 99–103.
- Vergleichung der Volumina verschiedener Gruppen von Polyedern, deren Oberfläche denselben Werth hat. In: Sitzungsberichte der Gesellschaft zur Beförderung der gesammten Naturwissenschaften zu Marburg (1879), Nr. 9, S. 103–112.
- Einleitung in die Lehre von der Kugelteilung: mit besonderer Berücksichtigung ihrer Anwendung auf die Theorie der Gleichflächigen und der gleicheckigen Polyeder. Leipzig: Teubner, 1883.
- Über die regulären Polytope höherer Art. In: Sitzungsberichte der Gesellschaft zur Beförderung der gesamten Naturwissenschaften zu Marburg (1885), Nr. 3, S. 31–57.
- Über die Zahl und Lage der Bilder eines Punktes bei drei eine Ecke bildenden Planspiegeln. In: Sitzungsberichte der Gesellschaft zur Beförderung der gesamten Naturwissenschaften zu Marburg (1888).